# 山本ゆか里
山本 ゆか里（やまもと ゆかり、1959年6月6日 - 、旧芸名：山本 由香利）は、日本の女優、元アイドル。本名は森田 由香利、旧姓は山本。
兵庫県神戸市出身。血液型O型。身長158cm、体重45kg。東映芸能→I・T企画所属。

## 人物
神戸市立有馬中学校時代の三年間は演劇部部長を務める。向上高等学校入学、明治大学付属中野高等学校（定時制）卒業。
デビュー前から東映芸能に所属し、平尾昌晃に歌のレッスンを受け、歌謡界デビューをうかがう。1975年、明大中野高一年15歳のとき、NET（現・テレビ朝日）の公開オーディション番組『決定版・あなたをスターに!』のグランドチャンピオンに輝いて芸能界入り。同年、"山本由香利"名義で、コロムビアレコードから『小麦色の想い出』で歌手デビュー。同年、NETのテレビドラマ『じゃがいも』で女優としてもデビューした。キャッチフレーズは"ティーンの恋人"。
プロデビューするに当たって『決定版・あなたをスターに!』で特集が放送された際に当時人気を博していた『がんばれ!!ロボコン』の主人公・ロボコンが特別出演し山本を激励した。同作品でバレエ教室の先生役（役名は当時の芸名に同じ）としてレギュラー出演するなど、当初東映作品に出演が多いのは、山本が東映芸能に所属していたためで、東映も当時、有望新人として山本を売り出す計画があったが、当時の岡田茂東映社長が青春路線を敷いてもすぐ止めてしまい不良性感度映画に戻すため、山本を起用する作品がなく1975年は温存する形をとった。1976年に山本を東映青春路線として売り出す計画であったが、東映は伝統的に清純派女優を活かす映画製作が不得意であり、東映では山本を売り出すことは出来なかった。このため映画デビューは、ロマンポルノに移行していた日活が盆正月などに時折製作した一般映画『新どぶ川学級』が先になった。
1976年6月に行われた『アントニオ猪木 対 モハメド・アリ 異種格闘技戦』では試合前のアリに花束を贈呈するプレゼンターを小牧りさと共に担当し、翌1977年9月の王貞治の本塁打世界記録（756号）達成時には記念のフラワープレートを王に受け渡すプレゼンターも山本が単独で担当するなど、当時の注目度の非常に高かったイベントにおいて華を添えている。
当初はアイドル路線を中心に活動していたが、その後は子供向け特撮ドラマやアクション作品、時代劇などにも多数出演。

## 出演

### 映画
- 新どぶ川学級（1976年、日活） - 加東千恵子
- 暴力教室（1976年、東映） - 溝口淳子
- エデンの海（1976年、東宝） - 宮田和枝
- ドカベン（1977年、東映） - 朝日奈麗子
- わんぱくパック まなつのよるのゆめ（1977年、共同映画）
- 日本の首領 完結編（1978年、東映） - 大石郁子
- 古都（1980年、東宝）
- 陽暉楼（1983年、東映） - 〆若
- ボクちゃんの戦場（1985年、こぶしプロダクション）
- 麗霆"子!! 総長最後の日（1995年、パル企画）

### テレビドラマ
- がんばれ!!ロボコン 第43話 - 第57話（1975年、NET / 東映） - 山本先生
- じゃがいも第2シリーズ（1975年、NET）
- ベルサイユのトラック姐ちゃん（1976年、NET / 東映） - ゆかり　※レギュラー
- 笑って!笑って!!60分 番組内ドラマ「続・哀愁学園」（1976年、TBS） ※レギュラー
- 桃太郎侍（NTV / 東映）
  - 第1話「八百八町罷り通る」（1976年） - 神島百合
  - 第22話「あに、おとうとめぐり会う日に」（1977年） - 百合
  - 第142話「瓦版修業は命がけ」（1979年） - お鈴
  - 第244話「義賊の恋」（1981年）- おかの
- 刑事くん 第4部 第20話「愛と涙のパンチ」（1976年、TBS / 東映）
- 5年3組魔法組 第16話「会えるかな? あこがれの歌手!」（1977年、NET / 東映）
- 破れ奉行 第1話「疾風! 斬り捨て御免!」（1977年、ANB / 中村プロダクション） - お新
- 刑事犬カール 第28話「炎の向うに思い出が」（1977年、TBS）
- 人形佐七捕物帳（1977年、ANB / 東映） - お咲 ※レギュラー
- ゆうひが丘の総理大臣（1978年 - 1979年、NTV / ユニオン映画） - 小早川アキ
  - 第5話「先生は先生で兄貴じゃない!」
  - 第18話「どうか妹をよろしく!」
  - 第21話「子は親を求めているか?」
  - 第36話「やさしさって何ですか?」
- 新 七人の刑事 第22話「野獣の日」（1978年、TBS）
- 宇宙からのメッセージ 銀河大戦 第6話「怪皇帝の正体?」（1978年、ANB / 東映）
- 江戸の鷹 御用部屋犯科帖 第22話「本日火刑に処す!」（1978年、ANB / 三船プロ）
- 大江戸捜査網 （12ch / 三船プロ）
  - 第382話「美女誘拐謎のセリ札」（1979年） - おしの
  - 第411話「牢獄に秘めた父娘の真実」（1979年） - おさき
  - 第448話「悲恋 女隠密怒りの叫び」（1980年） - おそで
- 柳生一族の陰謀 第17話「白い毒蜘蛛」（1979年、KTV / 東映）
- ザ・スーパーガール 第2話「ピンクの肌は現ナマに燃えた」（1979年、12ch）
- 女弁護士 朝吹里矢子 「囁く手首の謎」（1979年、ANB / 東映）
- 駆け込みビル7号室 第6話「暴力団のドン! インベーダーに誘拐さる」（1979年、CX / 三船プロ）
- 探偵物語 第9話「惑星から来た少年」（1979年、NTV / 東映ビデオ） - 荻野京子
- 鉄道公安官 第32話「サンタが列車でやってくる」（1979年、ANB / 東映）
- 爆走! ドーベルマン刑事 第20話「指名手配の少女を救出せよ!」（1980年、ANB / 東映）
- 必殺シリーズ（ABC / 松竹）
  - 必殺仕事人 第73話「断絶技激走! 一直線刺し」（1980年） - みほ
  - 必殺渡し人 第6話「精霊流しに渡します」（1983年） - お甲
  - 必殺仕事人IV 第29話「主水 せんとりつの葬式を出す」（1984年） - お半
  - 必殺仕事人V・激闘編 第10話「主水雀の丸焼きを食べる」（1986年） - 相良藤代
  - 必殺仕事人V・旋風編 第4話「せん、りつ、カチンカチン体操をする」（1986年） - おたき
- 銭形平次（CX / 東映）
  - 第735話「呪われた蔵の中」（1980年） - おしま
  - 第841話「謎のオランダ人形」（1983年） - お蘭
  - 第864話「闇に舞うお高祖頭布」（1983年） - お妙
- 雪姫隠密道中記 第10話「身代り花嫁 危機一髪!! -岡山-」（1980年、MBS / S.H.P.）
- 噂の刑事トミーとマツ（第1シリーズ） 第37話「トミマツのダンシングオールナイト」（1980年、TBS / 大映テレビ） - 山口ななこ
- 非情のライセンス 第3シリーズ 第19話「兇悪の声紋・カーフェリー爆破三秒前!」（1980年、ANB / 東映） - 風見真紀子
- 長七郎天下ご免! （ANB / 東映）
  - 第47話「金襴緞子の影で泣け!」（1980年） - おくみ
  - 第86話「情け丁半!姉妹かんざし」（1981年） - おひさ
  - 第106話「大吉、八掛の鬼退治!」（1982年） - おたみ
- 西部警察シリーズ（石原プロ / ANB）
  - 西部警察 第55話「新人ジョーの夜明け」（1980年） - 坂本ゆみこ
  - 西部警察 PART-III 第57話「5分間の逆転!!」（1984年） - 松山みゆき
- 柳生あばれ旅 第7話「駿府城秘女の闘い -府中-」（1980年） - お咲
- 斬り捨て御免!（テレビ東京 / 歌舞伎座テレビ）
  - 第1シリーズ（1980年） 第16話「狼の仮面を斬れ」 - 雪江
  - 第3シリーズ（1982年）　第7話「謀略で染めた御用金強奪」 - 花助
- 旅がらす事件帖（1981年、KTV / 国際放映） - 小春 ※第14話からレギュラー
- 警視庁殺人課 第17話「白昼の通り魔殺人事件・父を返せ!」（1981年、ANB / 東映） - 野村みちこ
- ライオン奥様劇場 「ご縁ですね」（1981年、CX）
- 生きる（1981年、ANB）
- 文吾捕物帳 第21話「失った女の過去」（1982年、ANB） - おそで
- 暴れん坊将軍シリーズ（ANB / 東映）
  - 吉宗評判記 暴れん坊将軍
    - 第179話「狸侍一番手柄!」（1981年） - 多江
    - 第200話「泣き笑い大江戸三人娘」（1982年） - お福

  - 暴れん坊将軍II
    - 第26話「五郎左の寝所に忍んだ女」（1983年） - おかる
    - 第119話「吉宗がまさか! 結婚詐欺!?」（1985年） - お夏

  - 暴れん坊将軍III
    - 第69話「浮世哀しやあだ花の女!」（1989年） - おいと

  - 暴れん坊将軍V
    - 第28話「子連れ芸者の挑戦」（1993年） - お蔦

  - 暴れん坊将軍VI
    - 第12話「人情落語長屋」（1994年） - およう

  - 暴れん坊将軍VII
    - 第5話「卯之吉の死神退治」（1996年） - お米
- 同心暁蘭之介 第34話「怨みの錦絵」（1982年、CX / 杉友プロ）
- 源九郎旅日記 葵の暴れん坊 第20話「燃やせ玄海男の炎」（1982年、ANB / 東映） - おさと
- 暁に斬る! 第7話「誤診の罠」（1982年、KTV） - おゆう
- 火曜サスペンス劇場  （NTV）
  - 「松本清張の脊梁」（1982年 / 松竹）
  - 「真夜中の妻たち 社宅の新妻の霊感が暴く死者の呪い!」（1984年）
  - 「陰の判決 母が遺した一通の手紙」（1988年）
  - 「香子の夢 コンパニオン殺人事件」（1989年 / 国際放映）
  - 女弁護士・高林鮎子18 「西の旅・長崎の殺人」（1996年 / 東映） - 田村由紀子
  - 警視庁鑑識班16 「殺された保育士に幼児虐待と不倫の疑惑」（2003年）
- 大奥（1983年、KTV / 東映） - お縫
  - 第6話「一に引き、二に運、三に度胸」
  - 第7話「種馬とれんげ草」
- 新 女捜査官 第13話「風俗最前線に消えた19歳の若妻」（1983年、ABC）
- 眠狂四郎無頼控 第22話「明日に別れの円月斬り」（1983年、TX） - お袖
- 木曜ゴールデンドラマ「誘拐! 脅迫!」（1983年、YTV）
- 流れ星佐吉 「とんだ情けの大道中」（1984年、KTV）
- 大岡越前（TBS / C.A.L）
  - 第8部 第16話「抜け荷暴いた娘掏摸」（1984年9月10日）
  - 第12部 第12話「将軍救った鉄拳仁術」（1992年1月6日） - お照
  - 第13部 第18話「瞼の母は盗人だった」（1993年3月15日） - おみね
  - 第14部 第12話「偽証に悩む男の良心」（1996年9月2日） - おたみ
- ザ・ハングマン4 第11話「銃撃戦が生中継される」（1984年、ABC / 松竹） - 松本順子
- 水戸黄門（TBS / C.A.L）
  - 第15部
    - 第17話「美女を狙った天狗騒動 -熊野-」（1985年5月20日） - おりえ
    - 第37話「悪乗り八兵衛若旦那 -熊谷-」（1985年10月7日） - お里

  - 第18部 第18話「怨みの仮面舞踏会 -長崎-」（1989年1月16日） - 小夏
  - 第19部 第11話「黄門様の泥棒指南 -盛岡-」（1989年12月4日） - おけい
  - 第21部 第25話「酔いどれ仁術 -糸魚川-」（1992年9月21日） - お葉
  - 第22部 第10話「暗雲晴れた和歌山城 -和歌山-」（1993年7月19日） - お蘭
  - 第24部 第11話「悪を懲らした大予言 -松山-」（1995年11月27日） - 翆麗
- 水曜ドラマスペシャル 「危険なふたり3　飛んで火に入る就職編」（1985年、TBS）
- 金曜女のドラマスペシャル 「誤算」（1985年、CX）
- 遠山の金さん (高橋英樹)　（ANB / 東映）
  - 第1シリーズ
    - 第5話「江戸の華! 一番纏で一件落着」（1982年）
    - 第54話「お弓が三人! ホンモノは誰だ!?」（1983年） - お品
    - 第139話「紫水晶の女! NAGASAKIへ愛」（1985年） - お艶

  - 第2シリーズ 第42話「遠山奉行最後のお裁き!」（1986年） - おしの
- 江戸を斬るVII 第3話「島抜けの謎を追え」（1987年、TBS / C.A.L） - お秋
- 傑作時代劇 「さざんかの女 佳人は三度変身する」（1987年、ANB）
- 坂本龍馬（1989年、TBS）
- ゴリラ・警視庁捜査第8班 第1話「ポリス・アドベンチャー」（1989年、ANB / 石原プロ）
- 風雲! 真田幸村 第17話「若き隠密 薩摩の火祭り」 （1989年、TX / 東映） - お静
- さすらい刑事旅情編II 第3話「特急あずさ 二人の女の完全犯罪!?」（1989年、ANB）
- 月影兵庫あばれ旅 第1シリーズ 第5話「やっぱり女は怖い」（1989年、TX / 松竹） - おあき
- 直木賞作家サスペンス 「夜の探偵」（1990年、KTV）
- 参上! 天空剣士 第19話「霊界から来た娘」（1990年、TX）
- 土曜ワイド劇場（ANB）
  - 西村京太郎トラベルミステリー 9 「寝台急行“銀河”殺人事件」（1986年） - 小林みどり
  - 「妖しい稲妻の美女 大時計に仕掛けられた殺人予告」（1990年）
  - 「博多発6時33分 山陽新幹線の女」（1990年）
- 長七郎江戸日記 第3シリーズ 第16話「雪女は恋に死ぬ」（1991年、 NTV / 東映） - お雪
- 幕府お耳役檜十三郎 第11話「隅田川浮世草子」（1991年、TX / 松竹）
- 名奉行 遠山の金さん 第4シリーズ 第7話「狙われた生き証人」（1992年、ANB / 東映） - お縫
- 喧嘩屋右近 第1シリーズ 第3話「美女救出! 江戸城大奥に潜入せよ」（1992年、TX） - 宮城野
- 月曜ドラマスペシャル 「湯けむり仲居純情日記3」（1994年、TBS）
- 南町奉行事件帖 怒れ!求馬 第1話「両国橋に駒が飛ぶ」・第2話「大奥に駒が飛ぶ」（1997年、TBS / C.A.L） - お艶の方
- 中学生日記 （NHK）
  - 「不登校 冬芽」（1999年）
  - 「親からの伝言 前編・後編」 （2002年）
- 銭形平次 第9話「八五郎の恋! 姿なき殺人者!!」（2004年、EX / 東映） - おさと

### オリジナルビデオ
- どチンピラ2 （1993年、SHSプロジェクト）
- 縛られたい女（1995年、オールプロダクツ）
- サギ師一平 おカネ大好き!（2000年、アンカー・ビュジュアルネットワーク）

### 舞台
- 水戸黄門（1995年2月、明治座）

### 情報・バラエティ番組
- 伸介のがっちりショッピング（1976年、MBS） ※三波伸介と共に司会
- 霊感ヤマカン第六感（1980年4月、ABC） ※ゲスト回答者
- お笑いオンステージ てんぷく笑劇場「初夏のおしかけパパ」（1980年、NHK総合）
- オレたちひょうきん族 (1983年2月12日、フジテレビ)
- 一枚の写真（1991年8月22日、フジテレビ）
- プロ野球ニュース（1991年10月、フジテレビ）　※「リクエスト特集・衝撃 王貞治選手756号ホームラン」前述の新記録達成のフラワープレート贈呈のプレゼンター担当の当事者として

### コマーシャル
- 興和「ウナコーワ」
- 花王「ブラッシング・ケア」
- ギンビス「アスパラガス」「たべっ子どうぶつ」
- アイリスメガネ

## 音楽作品

### シングル
| 発売日         | 規格           | 規格品番       | 面             | タイトル             | 作詞           | 作曲           | 編曲                |
| 日本コロムビア | 日本コロムビア | 日本コロムビア | 日本コロムビア | 日本コロムビア       | 日本コロムビア | 日本コロムビア | 日本コロムビア      |
| -------------- | -------------- | -------------- | -------------- | -------------------- | -------------- | -------------- | ------------------- |
| 1975年9月      | EP             | P-426          | A              | 小麦色の思い出       | 林春生         | 平尾昌晃       | 川上了              |
| 1975年9月      | EP             | P-426          | B              | もう少し時間を下さい | 林春生         | 平尾昌晃       | 川上了              |
| 1976年3月      | EP             | P-450          | A              | 恋はかくれんぼ       | 林春生         | 平尾昌晃       | 竜崎孝路            |
| 1976年3月      | EP             | P-450          | B              | 早春の日に…          | 林春生         | 平尾昌晃       | 竜崎孝路            |
| 1976年5月      | EP             | PK-1           | A              | ためらっちゃうヮ     | 保富康牛       | 川口真         | 竜崎孝路            |
| 1976年5月      | EP             | PK-1           | B              | 花の誓い             | 保富康牛       | 川口真         | 竜崎孝路            |
| 1977年7月      | EP             | PK-57          | A              | 振り向かない季節     | 山川啓介       | 小泉まさみ     | 小泉まさみ 小笠原寛 |
| 1977年7月      | EP             | PK-57          | B              | 青春の片隅で         | 竜真知子       | 小泉まさみ     | 小泉まさみ 小笠原寛 |
| 1977年10月     | EP             | PK-79          | A              | グッドラック         | 喜多条忠       | 小泉まさみ     | 高田弘              |
| 1977年10月     | EP             | PK-79          | B              | セザンヌの絵のように | 喜多条忠       | 佐瀬寿一       | 小笠原寛            |
| 1978年2月      | EP             | PK-98          | A              | 感傷旅行             | 千家和也       | 佐瀬寿一       | 萩田光雄            |
| 1978年2月      | EP             | PK-98          | B              | 愛の嵐               | 千家和也       | 杉本眞人       | 小笠原寛            |

### アルバム
| 発売日         | 規格           | 規格品番       | アルバム |
| 日本コロムビア | 日本コロムビア | 日本コロムビア | 日本コロムビア |
| -------------- | -------------- | -------------- | --- |
| 1978年2月25日  | LP             | PX-7049        | ファースト 18才の感傷 Side:A 1. 感傷旅行 - 作詞：千家和也／作曲：佐瀬寿一／編曲：萩田光雄 2. 愛はいつでも - 作曲：名嘉元英麿／編曲：後藤次利／編曲：今井裕 3. セザンヌの絵のように - 作詞：喜多条忠／作曲：佐瀬寿一／編曲：小笠原寛 4. 愛の嵐 - 作詞：千家和也／作曲：すぎもとまさと／編曲：小笠原寛 5. センチメンタル・メモリー - 作曲：名嘉元英麿／編曲：後藤次利／編曲：今井裕 6. グッドラック - 作詞：喜多条忠／作曲：小泉まさみ／編曲：高田弘 Side:B 1. もう少し時間を下さい - 作詞：林春生／作曲：平尾昌晃／編曲：川上了 2. 小麦色の想い出 - 作詞：林春生／作曲：平尾昌晃／編曲：川上了 3. 早春の日に… - 作詞：林春生／作曲：平尾昌晃／編曲：竜崎孝路 4. 恋はかくれんぼ - 作詞：林春生／作曲：平尾昌晃／編曲：竜崎孝路 5. 青春の片隅で - 作詞：竜真知子／作曲：小泉まさみ／編曲：小泉まさみ／編曲：小笠原寛 6. 振り向かない季節 - 作詞：山川啓介／作曲：小泉まさみ／編曲：小泉まさみ／編曲：小笠原寛 |

## 書籍

### 写真集
- カルバドスの日（1982年8月20日初版）週刊プレイボーイ特編